# 오라녜나사우 여백작 레오노르
레오노르 마리 이레너 엔리카(Leonore Marie Irene Enrica, 2006년 6월 3일 ~ )는 네덜란드의 왕족이자 네덜란드 국왕 빌럼알렉산더르의 조카이다. 콘스탄테인 왕자와 라우렌틴 왕자빈의 차녀로 네덜란드 왕가의 일원이며, 네덜란드 왕위 계승 서열 7위이다.